# Kōichirō Nagatomo
Kōichirō Nagatomo (japanisch 長友 耕一郎 Nagatomo Kōichirō; * 7. Dezember 1982 in der Präfektur Miyazaki) ist ein ehemaliger japanischer Fußballspieler.

## Karriere
Nagatomo erlernte das Fußballspielen in der Schulmannschaft der Hosho High School. Seinen ersten Vertrag unterschrieb er 2001 bei den Avispa Fukuoka. Der Verein spielte in der höchsten Liga des Landes, der J1 League. Am Ende der Saison 2001 stieg der Verein in die J2 League ab. Für den Verein absolvierte er zwei Ligaspiele. Danach spielte er bei den Shizuoka FC. Ende 2006 beendete er seine Karriere als Fußballspieler.